# Saqueando a Cidade
Saqueando a Cidade é o terceiro álbum de estúdio da banda brasileira Joelho de Porco, lançado em 1983 pela gravadora Chantecler/Alvorada.. Foi o primeiro álbum duplo do rock nacional.
O álbum foi reeditado em 1998 no formato CD pela gravadora Movieplay como parte da coleção Edição Histórica (Movieplay), sob a direção musical de Zé Rodrix e produção de Tico Terpins. e posteriormente disponibilizado em plataformas de streaming.

## Lista de faixas
| Lado A |                            |                                          |         |  |
| N.º    | Título                     | Compositor(es)                           | Duração |  |
| 1.     | "Reporter Esso"            |                                          | 00:18   |  |
| 2.     | "Vai Fundo"                | Próspero Albanese/Tico Terpins/Zé Rodrix | 04:09   |  |
| 3.     | "Apache"                   | Jerry Lordan                             | 00:45   |  |
| 4.     | "Funiculi, Funiculá"       | Turco/L. Denza                           | 02:04   |  |
| 5.     | "Noites de Moscow"         |                                          | 00:17   |  |
| 6.     | "Home do Imposto de Renda" | Zé Rodrix                                | 04:18   |  |
| 7.     | "Diana"                    | Paul Anka                                | 00:18   |  |

| Lado B |                          |                                          |         |  |
| N.º    | Título                   | Compositor(es)                           | Duração |  |
| 1.     | "Mardito Fiapo de Manga" | Tico Terpins                             | 03:03   |  |
| 2.     | "Bom Dia São Paulo"      | Próspero Albanese/Tico Terpins/Zé Rodrix | 04:13   |  |
| 3.     | "Bonanza"                | Livingston/Evans                         | 00:10   |  |
| 4.     | "Pé na Senzala"          | Zé Rodrix                                | 03:37   |  |
| 5.     | "Vigilante Rodoviário"   | Ari Fernandes                            | 00:42   |  |
| 6.     | "Bom Dia São Paulo No.2" | Tico Terpins/Zé Rodrix                   | 01:02   |  |

| Lado C |                      |                        |         |  |
| N.º    | Título               | Compositor(es)         | Duração |  |
| 1.     | "Rock do Relógio"    | Zé Rodrix              | 04:10   |  |
| 2.     | "Sons de Carrilhões" | João Pernambuco        | 00:37   |  |
| 3.     | "Funiculi, Funiculá" | Turco/L. Denza         | 02:01   |  |
| 4.     | "Ue o Muite Arukou"  | Nakamura               | 03:52   |  |
| 5.     | "Telmo Martírio"     | Tico Terpins/Zé Rodrix | 04:37   |  |

| Lado D |                                                  |                                          |         |  |
| N.º    | Título                                           | Compositor(es)                           | Duração |  |
| 1.     | "Conjunto de Beira de Piscina de Filme Italiano" | Próspero Albanese/Tico Terpins/Zé Rodrix | 04:20   |  |
| 2.     | "Afrikaan Beat"                                  | Kampfert                                 | 00:57   |  |
| 3.     | "Noite de Natal"                                 | Tico Terpins/Zé Rodrix                   | 03:50   |  |
| 4.     | "Um Trem Passou por Aqui"                        | Tico Terpins/Zé Rodrix                   | 04:37   |  |
| 5.     | "Hora de Dormir"                                 |                                          | 00:18   |  |

## Ficha técnica
- Alan Terpins: baixo
- Carlos Alberto Terepszinki: baixo
- Cida Moreyra: vocais, backing vocals
- Dadá Cirino: vocais
- Emílio Carrera: efeitos sonoros
- Faísca: guitarra, guitarra acústica
- Fátima: backing vocals
- Franklin: bateria
- Franklin Paolillo: bateria
- Hermeto Paschoal: efeitos sonoros
- Lee Marcucci: baixo
- Luiz Lopes: teclados
- Mariana Blum Rodrix: voz
- Netinho dos Incríveis: performer
- Pedro Ivo: baixo
- Pixinga: baixo
- Próspero Albanese: vocais, backing vocals
- Roberto Sion: Saxofone
- Sérgio Magrão: baixo
- Silmara: backing vocals
- Silvano: percussão
- Tico Terpins: vocais, percussão, guitarra acústica
- Vânia Bastos: vocais, backing vocals
- Zé Rodrix: vocais, acordeon, teclados, outros instrumentos, órgão